# لارس أدلر
لارس أدلر (بالألمانية: Lars Adler)‏ هو مؤرخ ألماني، ولد في 1976.